# آئلیتا دولوخانیان
آئلیتا گورگنی دولوخانیان (ارمنی: Աելիտա Գուրգենի Դոլուխանյան؛ زادهٔ ۱۴ فوریهٔ ۱۹۴۲) تاریخ‌نگار ادبی اهل ارمنستان است.

## زندگی‌نامه
وی در ۱۴ فوریه ۱۹۴۲ در وایک به دنیا آمد و از دانشگاه دولتی علوم پرورشی خاچاطور آبوویان ارمنستان فارغ‌التحصیل گشت. از سال ۲۰۰۱ عضو اتحادیه نویسندگان ارمنستان می‌باشد. وی برنده جوایزی همچون مدال خاچاطور آبوویان (۲۰۰۸)، چهره فرهنگی شایسته جمهوری ارمنستان، مدال موسس خورناتسی (۲۰۰۳) و مدال طلای وزارت فرهنگ جمهوری ارمنستان (۲۰۱۲) است.